# Teatre Sans
El Teatre Sans és un espai d'exhibició en la que hi treballa la companyia de teatre professional Estudi Zero Teatre fundada l'any 1985 amb actors que procedien de Trip Trup Teatre i es va constituir en cooperativa l'any 1988. S'hi duen a terme: vetllades literàries, teatrals i culturals, s'imparteixen classes, conferències i tertúlies.
Aquestes activitats es feien a la planta noble on actualment hi ha un escenari. Produeix tant obres infantils i juvenils com obres per adults o públic familiar així com obres de creació col·lectiva, obres del repertori dramàtic internacional, teatre de carrer i espectacles de cafè teatre.

## L'edifici
L'edifici, és un exemple d'arquitectura medieval. El pati conserva un arc i escuts catalogats. Està ubicat al nucli antic de Palma a un casal gòtic del segle XIV-XV, al carrer Can Sanç 5 de Palma.
Té un espai de representació a la planta noble per a cent espectadors, un escenari mòbil, camerinos, tallers, aules, etc.
Al final de 1999 comença la primera fase de reformes al Teatre Sans, en el que es substitueix la teulada de l'edifici i la rehabilitació de la planta del porxo i la façana. L'any 2001, segueix amb la fase d'obres, en la que es fa un canvi de forjat a totes les plantes, la recuperació del pati i les façanes interiors, i es construeix un accés per a minusvàlids.